# Johann Friedrich von Pfeiffer

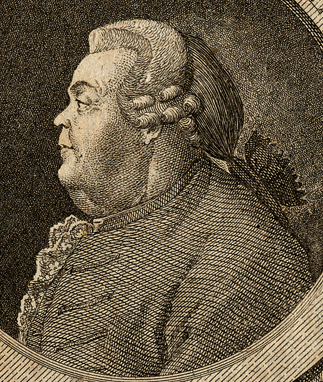
Johann Friedrich von Pfeiffer

Johann Friedrich von Pfeiffer (* 7. Oktober 1717 in Berlin; † 5. März 1787 in Mainz) war einer der bedeutendsten deutschen Kameralisten.

## Leben und Wirken
Johann Friedrich von Pfeiffer wurde in Berlin als Sohn eines Königlichen Rats geboren. Er war als Praktiker des Landesausbaus wie als Theoretiker der absolutistischen Wirtschaftswissenschaften gleichermaßen erfolgreich. In preußischen Diensten bis 1750 legte er 105 Dörfer im Rahmen der friderizianischen Siedlungspolitik in der Mark Brandenburg an. 1750 verließ er Preußen nach dem ungerechtfertigten Vorwurf der Unterschlagung, ging nach Schlesien, Brandenburg, Mecklenburg, Sachsen, Österreich, Bayern, in die Schweiz und in mehrere kleinere deutsche Länder. Ab 1769 arbeitete er in Hohenlohe, von 1778 bis 1781 in Hanau an der Hebung der Landwirtschaft und des Manufakturwesens.
Er verfasste zahlreiche Werke zu weit gestreuten Fächern, wie Forst- und Finanzwissenschaft, Seidenraupenzucht, Verkokung von Steinkohle und Mittel zur Verbesserung der Glückseligkeit Deutschlands. 1781 bis 1784 erschien sein sechsbändiges Werk Berichtigungen berühmter Staats-, Finanz-, Polizei-, Cameral-, Commerz- und ökonomischer Schriften dieses Jahrhunderts.
1782 wurde er als Professor für das im Rahmen der Reform der Universität Mainz neu eingerichtete Fach Kameralistik berufen. Er sah ein vierjähriges Studium vor, das Themen wie Staatengeschichte, Naturrecht, angewandte Mathematik, Recht, Statistik, Chemie, Land- und Forstwissenschaft, Finanzen, Handel und Rechnungswesen umfasste. Das Ziel lag nicht nur in der Stärkung der staatlichen Macht durch verbesserte Wirtschaftskraft. Er wollte damit das Eintreten für das Rechtsprinzip und für eine verständigungsbereite internationale Politik mit der Ächtung von Offensivkriegen verbinden.

## Veröffentlichungen
- Der teutsche Seiden-Bau aus Liebe zur Wahrheit zum Druck befördert, Berlin 1748
- Entdecktes, allgemein brauchbares Verbesserungsmittel der Steinkohlen und des Torfes; nebst der Benutzungsart aller daraus zu ziehenden Produkte; als eine Ergänzung der Steinkohlen- und Torfsgeschichte, Mannheim 1777
- Geschichte der Steinkohlen und des Torfs, Mannheim 1775
- Vermischte Verbeßrungsvorschläge und freie Gedanken über verschiedene, den Narungszustand, die Bevölkerung und Staatswirtschaft der Deutschen, betreffende Gegenstände, Frankfurt am Main, 1778
- Lehrbegrif sämmtlicher oeconomischer und Cameralwissenschaften, Mannheim 1778
- Natuerliche, aus dem Endzweck der Gesellschaft entstehende allgemeine Polizeiwissenschaft, Frankfurt am Main 1779
- Die Manufacturen und Fabricken Deutschlands: nach ihrer heutigen Lage betrachtet und mit allgemeinen Vorschlagen zu ihren vorzuglichsten Verbesserungs Mitteln begleitet, Frankfurt am Main 1780
- Der Antiphysiocrat oder umständliche Untersuchung des sogenannten physiocratischen Systems vermöge welchem eine allgemeine Freiheit, und einzige Auflage, auf den reinen Ertrag der Grundstücke, die Glückseligkeit aller Staaten ausmachen soll., Frankfurt am Main 1780
- Grundriss der Forstwissenschaft, zum Gebrauche dirigirender Forst- und Kameralbedienten, Mannheim 1781
- Grundriß der Finanzwissenschaft nebst einem Anhang über die Unausführbarkeit des physiokratischen Systems, Frankfurt am Main 1781
- Grundriß der Staatswirtschaft zur Belehrung und Warnung angehender Staatswirte entworfen von dem Verfasser des Lehrbegriffs sämtlicher ökomischen und Cameralwissenschaften. Frankfurt am Main 1782 (Reprint: Topos Verlag, Vaduz 1977)
- Allgemeine Sätze von der Glückseligkeit der Staaten, womit zu seinen öffentlichen Vorlesungen über die Kameralwissenschaften auf bevorstehendes Winterhalbjahr einladet Johann Friedrich von Pfeiffer, Maynz 1782 (Digitalisat)
- Grundsaetze der Universal-Kameral-Wissenschaft oder deren 4 wichtigsten Saeulen, naemlich der Staats Regierungskunst, der Polizeiwissenschaft, der allgemeinen Staatsoekonomie und der Finanzwissenschaft.; in 2 Teilen; Frankfurt am Main 1783
- Berichtigungen berühmter Staats-, Finanz-, Policei-, Cameral-, Commerz- und ökonomischer Schriften dieses Jahrhunderts, 6 Bände, Frankfurt am Main 1781–1784
- Prüfung der beträchtlichsten Verbesserungsvorschläge zur Vermehrung der Glückseligkeit und Macht Deutschlands, Frankfurt, Mainz 1786
- Grundsätze und Regeln der Staatswirtschaft, Mainz 1787